# Коллармеле
Коллармеле (итал. Collarmele) — коммуна в Италии, расположена в регионе Абруццо, подчиняется административному центру Л’Акуила.
Население составляет 1026 человек (на 2005 г.), плотность населения составляет 43,27 чел./км². Занимает площадь 23,71 км². Почтовый индекс — 67040. Телефонный код — 0863.
Покровителем населённого пункта почитается святая Фелицитата. День города ежегодно празднуется 10 июля.